# Kalle Ankas Pocket 28: Stål-Kalle i farten
Stål-Kalle i farten är Kalle Ankas Pocket nummer 28 och publicerades 1978.
Pocketen är utgiven av Hemmets Journals förlag i Malmö. Översättning av Ingrid Emond. Tryckt 1978 i Italien.

## Innehåll

### Kajsa och Ariadnetråden
När Knattarna har åkt på läger ser Kalle fram emot några dagars lugn och ro. Men Kajsa dyker upp och berättar om alla aktiviteter de ska göra tillsammans. Kalle har inte alls lust och han räddas när telefonen ringer. Farbror Joakim vill att Kalle ska vakta hans hus medan han är bortrest. Kajsa går hem till Geniala, feministklubbens ordförande. Geniala är även uppfinnare och vill att Kajsa ska bli en maskerad förkämpe för Ankeborgs kvinnor - Stål-Kajsa. Kalle blir kidnappad av tre skurkar, Illinora, Råttan och Bulldoggen, som vet att det hemma hos Joakim finns en karta över platser där han gömt sin förmögenhet. När Kajsa får se Kalle i en bil med Illinora blir hon svartsjuk och följer efter, gömd i bagageluckan, till ett hus på landet. Super-Kajsa besegrar skurkarna och befriar Kalle. Nästa dag är Joakim upprörd över att någon stulit kartan från hans hem men då kan Kajsa plocka fram den karta som Stål-Kajsa anförtrott henne.

### Super-Kajsa och Stål-Kalle
Genialia har gett en provdocka med inbyggd kamera till Kajsa. Medan Kajsa är på kvinnoklubben och håller föredrag om "det svaga könets överlägsenhet" tar sig Kalle och Knase hem till henne. Planen är att Stål-Kalle ska kidnappa Kajsa och Kalle befria henne. Utan vetskap kidnappar de istället provdockan och kör sedan vidare till det ensligt belägna hus där Kalle hölls fången av Illinora, Råttan och Bulldoggen. Men de tre skurkarna har släppts på grund av brist på bevis och sitter nu och smider planer i huset. Kalle blir åter fången i tornet medan Knase lyckas fly.
När Kajsa kommer hem och ser att provdockan är borta förstår hon snabbt vad som har hänt, klär om till Super-Kajsa och tar sig ut till det ensliga huset. Där lyckas Stål-Kajsa befria Kalle och ta tillbaka provdockan. Kalle och Knase får ta sig tillbaka till Ankeborg för egen maskin. Efter ett besök hos farbror Joakim kan Stål-Kalle och Stål-Kajsa fånga de tre skurkarna. Den inbyggda kameran i provdockan kan sedan avslöja att det var Kalle och Knase som var kidnapparna.

### Stål-Kalle och Törnrosa
En dag kommer von Pluring förbi Kalles hem och kan berätta att han snart är den nye ägaren till huset. Huset ska rivas för att ge plats åt en swimmingpool. Det visar sig att Joakim sålt huset i utbyte mot en gammal tavla, Törnrosa.
Kalle tänker inte finna sig i att bli hemlös. Han klär om till Stål-Kalle, stjäl tavlan från von Plurings hem och klär sedan ut sig till von Pluring. Utklädd överlämnar han tavlan till Joakim och får kontraktet till sitt eget hus i utbyte. Men von Pluring, Joakim och Alexander Lukas begriper snart vad som har hänt. Kalle försöker spela oskyldig men hans ombyte till von Pluring avslöjar honom. Dessutom visar det sig att tavlan endast var en kopia och originalet finns i ett kassavalv på von Plurings sommarställe. Alexander lämnas att vakta Kalle medan von Pluring och Joakim tar bilen dit. Kalle klär om till Stål-Kalle, tar sig till sommarstället. I kassavalvet ligger mycket riktigt tavlan men också en tidning som visar att tavlan stals från museet i Saltimore. Därmed blir det ingen affär mellan Joakim och von Pluring och när Kalle återlämnar tavlan till museet får han hittelön och kan åka på solsemester med Knattarna.

### Stål-Kalle hemsöker Spökslottet
Enligt miljonären L.U. Gubers testamente kommer hans slott att fås av den som vågar sova en hel natt i det förhäxade slottet. Farbror Joakim vill komma över slottet och kräver att Kalle sover över. Men Kalle vägrar och Joakim går därifrån och ber Alexander Lukas att sova på slottet.
När Joakim och Alexander åker ånglok ut till slottet lyckas Kalle stoppa dem med några rökgranater och när de lämnar loket stjäl han det och kör tillbaka till Ankeborg. Joakim och Alexander tvingas gå hela vägen tillbaka till Ankeborg. Nästa dag lämnar Joakim besked att Kalle är vräkt ur sitt hus.
På natten klär Kalle om till Stål-Kalle och tar sig in i Joakims hus där Joakim ligger och sover med vräkningsordern under huvudkudden. Med ett bläckborttagningsmedel försvinner texten på det viktiga dokumentet. När Joakim nästa dag dyker upp med två poliser kräver Kalle att få ser vräkningsordern, som förstås då bara är ett vitt papper.
Joakim tvingas gå därifrån med oförrättat ärende men Kalle råkar hota poliserna och för det döms han till en månads fängelse. Medan Joakim och Alexander tar sig ut till slottet igen, lyckas Kalle rymma och klä om till Stål-Kalle. Med ett lakan lyckas han skrämma vettet ur Alexander och Stål-Kalle får sedan Joakim att ta tillbaka vräkningen och efterskänka Kalles alla skulder.

## Tabell
| Serie nummer | Namn                            | Ritad av          | Manus                 | Originaltitel                           | Kommentar     |
| ------------ | ------------------------------- | ----------------- | --------------------- | --------------------------------------- | ------------- |
| 1            | Kalle Anka flyger högt          | Daniel Branca     | Tom Andersson         | The Pancake Expert                      |               |
| 2            | Förhistoria                     | Giuseppe Perego   | Gian Giacomo Dalmasso | Prologo a "Paperinik contro Paperinika" | Ramberättelse |
| 3            | Kajsa och Ariadnetråden         | Giorgio Cavazzano | Guido Martina         | Paperinika e il filo di Arianna         |               |
| 4            | Super-Kajsa och Stål-Kalle      | Giorgio Cavazzano | Guido Martina         | Paperinika contro Paperinik             |               |
| 5            | Stål-Kalle och Törnrosa         | Massimo de Vita   | Guido Martina         | Paperinik e la bella addormentata       |               |
| 6            | Stål-Kalle hemsöker Spökslottet | Massimo de Vita   | Guido Martina         | Paperinik e il castello delle tre torri |               |